# Tarkan
Tarkan, egentligen Tarkan Tevetoğlu, född 17 oktober 1972 i Alzey i Västtyskland, är en turkisk musiker.
Tarkan är en av de mest kända musikerna i Turkiet. Hans skivor säljer i flera miljoner exemplar. Han är också känd i övriga Europa och USA, speciellt för låten Şımarık, vilken Holly Valance gjorde cover på efter att Sezen Aksu sålde rättigheterna till den.

## Tidigt liv
Tarkan är ett av tre barn till Ali och Neşe Tevetoğlu. Hans föräldrar var en del av generationen av turkiska invandrare som kom till Västtyskland under landets ekonomiska boom. År 1986 bestämde fadern att familjen skulle flytta tillbaka till Turkiet. Modern gifte senare om sig med en arkitekt. Tarkan talar, förutom tyska och turkiska, även engelska.

## Diskografi

### Album
- 1991 - Yine Sensiz (Igen utan dig)
- 1994 - A-Acayipsin (Du är något annat)
- 1997 - Ölürüm Sana (Jag dör för dig)
- 1998 - Tarkan
- 2001 - Karma
- 2003 - Dudu (Kvinna)
- 2006 - Come Closer (Kom närmare)
- 2008 - Metamorfoz (Förändring)
- 2010 Adımı Kalbine Yaz
- 2016 Ahde Vefa
- 2017 10

### Singlar
- 1999 - Simarik (Bortskämd)
- 1999 - Sikidim (Shake it)
- 1999 - Bu Gece (Inatt)
- 2001 - Kuzu Kuzu (Krypandes..) fritt översatt
- 2001 - Hüp Remix 8 (Whoop)